# Dinumma largeteaui
Dinumma largeteaui là một loài bướm đêm trong họ Noctuidae.